# 龙泉街道 (常德市)
龙泉街道是中华人民共和国湖南省常德市西洞庭管理区下辖的一个街道办事处。

## 行政区划
龙泉街道下辖以下村级行政区划单位：
育才社区、沙河社区、天福村、果园村、东郊村和枫树村。